# Eleuterio Dorado Lanza
Eleuterio Dorado Lanza (f. 1986) fue un político y empresario español.

## Biografía
Llegó a pertenecer al Cuerpo especial de ayudantes comerciales del Estado, trabajando para el Ministerio de Comercio. Militante de Izquierda Republicana (IR), tras el estallido de la Guerra civil se unió a las fuerzas republicanas. Posteriormente pasó a formar parte del comisariado político del Ejército Popular de la República. A lo largo de la contienda ejerció como comisario de las brigadas mixtas 16.ª y 75.ª, así como de la 54.ª División, llegando a participar en la campaña de Levante y otras batallas.
Al final de la contienda fue capturado por los franquistas y procesado, perdiendo su puesto en la administración del Estado. No obstante, durante la Dictadura franquista Eleuterio Dorado desarrolló su carrera en el sector privado, donde llegaría a ser director gerente de las empresas Central Ibérica de Drogas y Productor General de Perfumería.
Falleció en Madrid el 5 de julio de 1986.